# Astragalus geyeri
Astragalus geyeri är en ärtväxtart som beskrevs av Asa Gray. Astragalus geyeri ingår i släktet vedlar, och familjen ärtväxter.

## Underarter
Arten delas in i följande underarter:
- A. g. geyeri
- A. g. triquetrus

## Bildgalleri

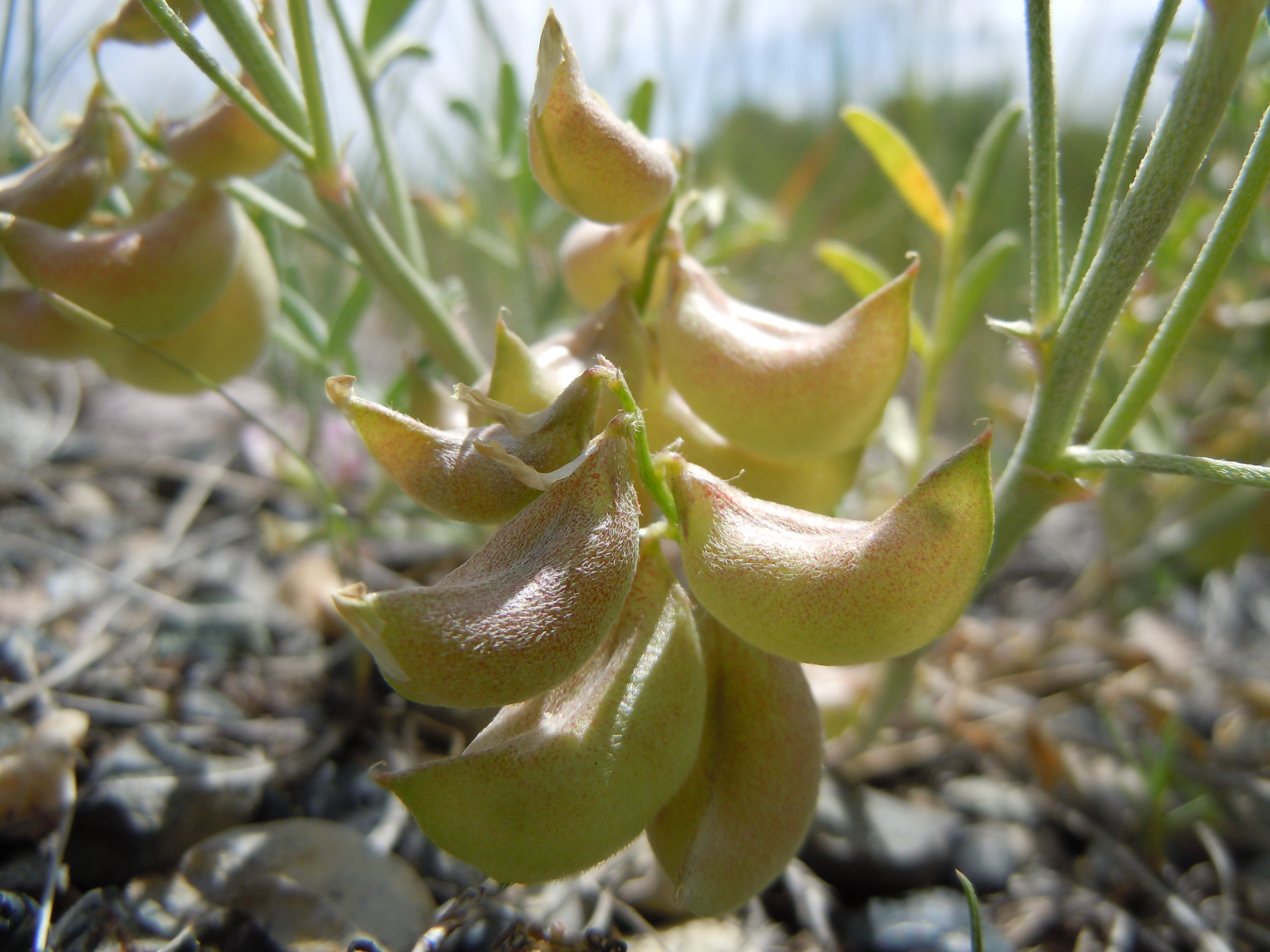